# Nathan George Evans
Nathan George Evans, född 3 februari 1824 i Marion, South Carolina, död 23 november 1868, var en amerikansk militär och general i Amerikas konfedererade stater.

## US Army
Evans examinerades från militärakademin i West Point på 36:e plats av 38 kadetter i sin kurs år 1848, där han till följd av sina smala ben fick smeknamnet "Shanks". Han tjänstgjorde som dragonofficer i de västra gränsområdena under åren 1849–1861. Han begärde avsked som kapten i februari 1861.

## Inbördeskriget
Nathan George Evans blev överste i sydstatsarmén och under första slaget vid Bull Run i juli 1861 var han brigadchef. Han agerade snabbt när han upptäckte att unionsarmén tänkte anfalla, vilket starkt bidrog till sydstatsarméns seger. På motsvarande sätt agerade han snabbt vid Balls Bluff i oktober samma år och drev tillbaka motståndarna över Potomacfloden. Han belönades med guldmedalj och befordrades till brigadgeneral. Han deltog med sin brigad i andra slaget vid Bull Run i augusti 1862, slagen vid South Mountain och Antietam i september och slaget vid Kingston i North Carolina i december samma år. Evans kom under P.G.T. Beauregards befäl i North Carolina och anklagades för att inte ha följt en order om anfall, men ställdes inte inför krigsrätt. Han ställdes senare inför krigsrätt för fylleri – han var känd för att vara en riktig suput – men frikändes. Han  blev sedan fråntagen befälet av Beauregard, som bad president Davis omplacera Evans. När arméns generalinspektör framförde att Evans tjänsteduglighet borde granskas, var hans karriär över.

## Efter kriget
Evans blev efter kriget rektor för en skola i Midway i Alabama.